# Каракульский
Каракульский — посёлок в Ясненском городском округе Оренбургской области России. Согласно административно-территориальному устройству сохраняет свой статус и входит в Акжарский сельсовет, Ясненский район.  Проживают казахи.

## География
Посёлок находится в юго-восточной части области, в степной зоне, в пределах Кумакско-Киембайского холмисто-увалистого района Зауральского плато, по берегу реки Ащебутак.
Абсолютная высота — 251 метр над уровня моря.
Уличная сеть
состоит из трёх улиц: Новая, Школьная и Центральная.
Климат
умеренный, резко континентальный. Средняя температура января −18 °C, июля — +21 °C. Годовое количество осадков — 250—290 мм.

## История
В 1966 г. Указом Президиума ВС РСФСР посёлок фермы № 3 совхоза «Акжарский» переименован в Каракульский.
До 1 января 2016 года посёлок входил в состав муниципального образования Акжарский сельсовет.

## Население
| 2010 |
| ---- |
| 138  |

Национальный состав
Согласно результатам переписи 2002 года, в национальной структуре населения казахи составляли 70 % от 223 жителей.

## Инфраструктура
Развито сельское хозяйство.

## Транспорт
Доступен автотранспортом. 